# معامل الترسيب
في الطرد المركزي ، يمثل معامل الترسيب أو المعامل k كفاءة فصل الرواسب من محلول أو فصل جزيئات ثقيلة من غاز في جهاز طرد مركزي عند عمله بأقصى سرعة دوران. يمكن استخدامه لتقدير الوقت t (بالساعات) المطلوبة لترسيب جزء معين بمعامل ترسيب معروف {\displaystyle s} (وحدة معامل الترسيب هي سفيدبيرج ):
{\displaystyle t={\frac {k}{s}}}
تعتمد قيمة معامل الترسيب (أو الفصل ) على السرعة الزاوية القصوى {\displaystyle \omega } لجهاز طرد مركزي (بوحدة راديان / ثانية) وعلى ونصفي القطر الأدنى والأقصى {\displaystyle r} للدوار :
{\displaystyle k={\frac {\ln(r_{\rm {max}}/r_{\rm {min}})}{\omega ^{2}}}\times {\frac {10^{13}}{3600}}}
(فمثلا في التحليل الطبي للدم توضع عينة من الدم في أنبوب اختبار ، ثم يعلق هذا الأنبوب بجهاز الطرد المركزي . فيدور الدوار بالأنبوب المحتوي على عينة الدم ، فتترسب الجزيئات الثقيلة للدم في قاع الأنبوب أما باقي المحلول وهي البلازما فتبدو رائقة وشفافة في اعلى الأنبوب . فجهاز الطرد المركزي يفصل في تلك الحالة الجزيئات الدموية عن البلازما.) 
نظرًا لأن سرعة دوران جهاز الطرد المركزي عادةً يتم تحديدها بـ RPM ، فغالبًا ما تُستخدم الصيغة التالية بالتقريب: 
{\displaystyle k={\frac {2.53\cdot 10^{5}\times \ln(r_{\rm {max}}/r_{\rm {min}})}{({\rm {{RPM}/1000)^{2}}}}}}
تحدد الشركات المصنعة لأجهزة الطرد المركزي عادةً نصف قطر الحد الأدنى والأقصى والمتوسط للعضو الدوار ، بالإضافة إلى {\displaystyle k} معامل الترسيب للجهاز.
للتشغيل بسرعة دوران أقل من السرعة القصوى للدوار ، يتم تعيين المعامل (العملي) {\displaystyle k} من المعادلة:
2 ^{\displaystyle k_{\rm {adj}}=k\left({\frac {\mbox{maximum rotor-speed}}{\mbox{actual rotor-speed}}}\right)}
(أي مربع الكسر بين قوسين، قارن بالأصل الإنكليزي).
يرتبط المعامل K بمعامل الفصل {\displaystyle S} بالصيغة:
{\displaystyle T={\frac {K}{S}}}
حيث {\displaystyle T} الزمن لفصل جسيم معين في الساعة. حيث {\displaystyle S} هو ثابت لجسيم معين . كما يمكن استخدام هذه العلاقة للتحويل بين الدوارات المختلفة بواسطة العلاقة.
{\displaystyle {\frac {T_{1}}{K_{1}}}={\frac {T_{2}}{K_{2}}}}
حيث {\displaystyle T_{1}} الزمن اللازم للترسيب في في جهاز الطرد المركزي (1)  ، و {\displaystyle K_{1}} هو المعامل K لهذا الدوار. و {\displaystyle K_{2}} هو المعامل K لجهاز الطرد المركزي (2)  ، فيمكن حساب الزمن اللازم  {\displaystyle T_{2}} ، لترسيب نفس الجزيئات في الجهاز (2) . بهذه الطريقة ، لا يحتاج المرء إلى الوصول إلى الدوار المحدد المذكور في البروتوكول ، طالما أنه يمكن حساب عامل K. تتوفر العديد من الآلات الحاسبة عبر الإنترنت لإجراء العمليات الحسابية للدوارات الشائعة.

## روابط خارجية
- مصادر وأدلة مختبر بيكمان كولتر
- الملحق و من دليل مختبر بيولوجيا الخلية